# لفلونوماید
لِـفلونوماید (انگلیسی: Leflunomide) با نام تجاری آراوا (Arava) یک داروی سرکوبگر ایمنی و همچنین از اعضای خانواده داروهای ضد روماتسیمی اصلاح‌کنندهٔ بیماری (DMARD) است که ابتدا، در درمان روماتیسم مفصلی و آرتریت پسوریاتیک بکار گرفته شد. این بیماری‌ها، تنها مواردی هستند که مصرفِ لِـفلونوماید در آنها، موردِ تصدیق قانونی قرار گرفته‌اند.
این دارو یک «بازدارندهٔ سنتز پیریمیدین» است و کارش را از طریقِ مهارِ دی‌هیدرواوروتات دهیدروژناز انجام می‌دهد.

## مصارف دیگر
پژوهش‌هایی جهت استفاده از این دارو در درمان بیماری‌های زیر انجام پذیرفته‌است:
- نفروپاتی ناشی از ویروس BK[۴]
- بیماری کیمورا[۵]
- لوپوس منتشر[۶]
- نشانگان فلتی[۷]
- التهاب عروقی تاکایاسو[۸]
- گرانولوماتوز وگنر[۷]
- اسپوندیلیت آنکیلوزان[۹]
- بیماری کرون[۱۰][۱۱]
- سارکوئیدوز[۱۲]
- یوئیت[۱۳]
- بیماری اِستیلز با ظهور در بالغین[۱۴]
- سرطان پروستات[۱۵]
- پمفیگوئید[۱۶]
- جلوگیری از رد پیوند اعضاء[۱۷]

## عوارض جانبی
شایعترین عوارض این دارو (که در بیشتر از ۱٪ مصرف‌کنندگان دیده می‌شود) به ترتیب کاهش شیوع عبارتند از:
اسهال، عفونت دستگاه تنفسی فوقانی، ریزش مو، فشار خون بالا، راش، تهوع، برونشیت، سردرد، شکم‌درد، آزمون عملکرد کبد مختل، پشت‌درد، سوءهاضمه، عفونت ادراری، گیجی، عفونت، اختلال مفصلی، خارش، کاهش وزن، کاهش اشتها، سرفه، التهاب معده‌ای-روده‌ای، فارنژیت، استوماتیت، تِـنوسینوویت، استفراغ، ضعف، واکنش‌های حساسیتی، درد قفسهٔ سینه، خشکی پوست، اگزما، خواب‌رفتگی، سینه‌پهلو، رینیت، سینوویت، سنگ کیسه صفرا، تنگی نفس.
مهمترین عوارض محدودکنندهٔ مصرف این دارو عبارتند از: آسیب کبدی، بیماری ریوی و سرکوب دستگاه ایمنی.

### موارد قطعی منع مصرف
مواردی که مصرف این دارو اکیداً ممنوع است عبارتند از:
- حاملگی یا احتمال حاملگی
- بیماری کبدی، شامل هپاتیت ب و هپاتیت سی که نشانهٔ بیماری فعال در آزمایش خونی دارند.
- هرگونه عفونت فعال و جدی
- حساسیت به دارو